# Campionato mondiale Supermoto 2011
La stagione 2011 vede la conferma del nuovo regolamento che ha debuttato nel Campionato del Mondo Supermoto 2010.
Una novità, riguardante il monogomma Goldentyre, è l'introduzione di una nuova mescola che va ad affiancarsi alla precedente.
Per la prima volta inoltre entra nel calendario del Mondiale Supermoto il Portogallo.
A fine stagione il titolo va ad Adrien Chareyre per la prima volta in sella all'Aprilia che torna a vincere il titolo piloti e costruttori. Per Chareyre è il quarto titolo mondiale che lo porta a essere il pilota di supermoto più titolato insieme a Thierry Van Den Bosch.

## S1

### Calendario
| Prova | Data         | Gran Premio                | Località       | Vincitore gara 1 | Vincitore gara 2   | Vincitore gara 3 |
| ----- | ------------ | -------------------------- | -------------- | ---------------- | ------------------ | ---------------- |
| 1     | 3 aprile     | Gran Premio d'Italia       | Busca          | Thomas Chareyre  | Thomas Chareyre    | Thomas Chareyre  |
| 2     | 29 maggio    | Gran Premio di Bulgaria    | Pleven         | Ivan Lazzarini   | Mauno Hermunen     | Mauno Hermunen   |
| 3     | 3 luglio     | Gran Premio di Andorra     | Pas de la Casa | Adrien Chareyre  | Adrien Chareyre    | Adrien Chareyre  |
| 4     | 28 agosto    | Gran Premio di Sicilia     | Triscina       | Thomas Chareyre  | Thomas Chareyre    | Adrien Chareyre  |
| 5     | 25 settembre | Gran Premio del Portogallo | Portimão       | Adrien Chareyre  | Matthew Winstanley | Thomas Chareyre  |
| 6     | 23 ottobre   | Gran Premio di Francia     | Cahors         | Adrien Chareyre  | Adrien Chareyre    | Ivan Lazzarini   |

### Piloti iscritti alla S1 nel 2011
|     | Pilota                | Team                         | Moto              |
| --- | --------------------- | ---------------------------- | ----------------- |
| 4   | Thomas Chareyre       | TM Racing Factory            | SMX 450 Factory   |
| 5   | Adrien Chareyre       | Aprilia Fast Wheels          | MXV-S 450 Factory |
| 9   | Christian Ravaglia    | Suzuki Lux Performance       | RM-Z 450          |
| 10  | Alexis Marie Luce     | KTM 747 Motorsport           | SX-F 450          |
| 11  | Thomas Verscheure     | TM France MHRM               | SMX 450           |
| 14  | Paolo Gaspardone      | Honda Gazza IFG Racing       | CRF 450           |
| 15  | Raffaele Pirri        | Yamaha Dream Team            | YZ-F 450          |
| 18  | Francesc Cucharrera   | KTM ESP Wild Wolf            | SX-F 450          |
| 20  | Edgardo Borella       | Suzuki Lux Performance       | RM-Z 450          |
| 22  | Waren Bougard         | Yamaha Les 2 Roues           | YZ-F 450          |
| 23  | Nuno Lopes Pinto      | Honda FlorDoCampo Motodreams | CRF 450           |
| 30  | Ivan Lazzarini        | Honda HM Racing              | CRM 450RR         |
| 32  | Elia Sammartin        | Suzuki Pergetti Supermotard  | RM-Z 450          |
| 46  | Rafael Fonseca        | Honda TDS Lawanteam          | CRF 450           |
| 51  | Andrea Occhini        | Suzuki Rigo Racing           | RM-Z 450          |
| 55  | Fred Guerin           | Honda Luc1 Motorsport        | CRF 450           |
| 64  | Sylvain Bidart        | Honda Luc1 Motorsport        | CRF 450           |
| 69  | Davide Gozzini        | KTM 747 Motorsport           | SX-F 450          |
| 79  | Angel Karanyotov      | KTM Karanyotov Sport         | SMR 450           |
| 81  | Adrien Goguet         | TM France MHRM               | SMX 450           |
| 101 | Thierry Van Den Bosch | Aprilia Racing PMR H2O       | MXV-S 450 Factory |
| 110 | Fabrizio Bartolini    | Yamaha V2R Magic Bike        | YZ-F 450          |
| 113 | Max Verderosa         | Honda HM Racing              | CRM 450RR         |
| 121 | Massimo Beltrami      | Honda TDS Nuova Faor         | CRF 450           |
| 131 | Mauno Hermunen        | Husqvarna Factory            | SMR 449 Factory   |
| 141 | Uros Nastran          | Honda TDS Nuova Faor         | CRF 450           |
| 146 | Sami Salstola         | Honda SHR Supermoto          | CRF 450           |
| 200 | Giovanni Bussei       | Honda SBD Union Bike         | CRF 450           |
| 251 | Matthew Winstanley    | Honda SHR Supermoto          | CRF 450           |
| 461 | Romain Febvre         | KTM Zimmermann               | SX-F 450          |

### Sistema di punteggio e legenda
| Pos.  | 1  | 2  | 3  | 4  | 5  | 6  | 7  | 8  | 9  | 10 | 11 | 12 | 13 | 14 | 15 | 16 | 17 | 18 | 19 | 20 | 21 > |
| ----- | -- | -- | -- | -- | -- | -- | -- | -- | -- | -- | -- | -- | -- | -- | -- | -- | -- | -- | -- | -- | ---- |
| Punti | 25 | 22 | 20 | 18 | 16 | 15 | 14 | 13 | 12 | 11 | 10 | 9  | 8  | 7  | 6  | 5  | 4  | 3  | 2  | 1  | 0    |

### Classifiche

#### Piloti (Top 15)
| Pos. | Pilota                | Moto/Team                   | ITA 1 | ITA 2 | ITA 3 | BUL 1 | BUL 2 | BUL 3 | AND 1 | AND 2 | AND 3 | SIC 1 | SIC 2 | SIC 3 | POR 1 | POR 2 | POR 3 | FRA 1 | FRA 2 | FRA 3 | Punti |
| ---- | --------------------- | --------------------------- | ----- | ----- | ----- | ----- | ----- | ----- | ----- | ----- | ----- | ----- | ----- | ----- | ----- | ----- | ----- | ----- | ----- | ----- | ----- |
| 1    | Adrien Chareyre       | Aprilia Fast Wheels         | 4     | Rit.  | 3     | 2     | 2     | 2     | 1     | 1     | 1     | 2     | 2     | 1     | 1     | 8     | 2     | 1     | 1     | 3     | 378   |
| 2    | Thomas Chareyre       | TM Racing Factory           | 1     | 1     | 1     | 3     | 11    | 5     | 2     | 4     | 2     | 1     | 1     | 2     | 2     | 5     | 1     | 2     | 2     |       | 362   |
| 3    | Ivan Lazzarini        | Honda HM Racing             | 6     | 5     | 4     | 1     | 3     | 3     | 5     | 3     | 7     | 3     | 3     | 3     | 4     | 2     | 5     | 4     | 4     | 1     | 341   |
| 4    | Mauno Hermunen        | Husqvarna Factory           | 5     | 2     | 2     | 4     | 1     | 1     | 3     | 6     | 4     | 8     | Rit.  | 6     | 5     | 4     | 4     | 3     | 3     | 2     | 326   |
| 5    | Alexis Marie Luce     | KTM 747 Motorsport          | 7     | 4     | 7     | 14    | 12    | 6     | 9     | 7     | 9     | 5     | 7     | 7     | 7     | 11    | 8     | 8     | 6     | 5     | 240   |
| 6    | Uros Nastran          | Honda TDS Nuova Faor        | 14    | 14    | 16    | 8     | 5     | 10    | 20    | 18    | 12    | 4     | 4     | 5     | 6     | 3     | 6     | 7     | 5     | 4     | 222   |
| 7    | Matthew Winstanley    | Honda SHR Supermoto         | 16    | 13    | 11    | 9     | 10    | 8     | Rit.  | 1     |       | 6     | 6     | 10    | 3     | 1     | 3     | 10    | 7     | 6     | 206   |
| 8    | Christian Ravaglia    | Suzuki Lux Performance      | 15    | 12    | 9     | 6     | 7     | 7     | 13    | 10    | 6     | 16    | 11    | 4     | 10    | 10    | 7     | 9     | Rit.  |       | 185   |
| 9    | Massimo Beltrami      | Honda TDS Nuova Faor        | 13    | 3     | 10    | 16    | 15    | 15    | 14    | 12    | 8     | 9     | 8     | Rit.  | 12    | 17    | 11    | 11    | 11    | 11    | 167   |
| 10   | Elia Sammartin        | Suzuki Pergetti Supermotard | 12    | 8     | 21    | 12    | 9     | 16    | 11    | 15    | 19    | 15    | 10    | 12    | 9     | 9     | 9     | 15    | 9     | 9     | 158   |
| 11   | Giovanni Bussei       | Honda SBD Union Bike        | 8     | 6     | 19    | 11    | 17    | 9     | 7     | 9     | 10    | 17    | 9     | 8     | 18    | 15    | 14    | 12    | 18    | 17    | 154   |
| 12   | Andrea Occhini        | Suzuki Rigo Racing          | Rit.  | Rit.  |       | 10    | 14    | 12    | 12    | 13    | 11    | 10    | 5     | 13    | 15    | 12    | 16    | 14    | 8     | 10    | 140   |
| 13   | Thierry Van Den Bosch | Aprilia Racing PMR H2O      | 3     | 15    | 13    | 7     | 8     | 4     | 4     | 2     | 3     |       |       |       |       |       |       |       |       |       | 139   |
| 14   | Angel Karanyotov      | KTM Karanyotov Sport        | 21    | 17    | 14    | 5     | 4     | 19    | 8     | 11    | 14    | 7     | Rit.  | 9     | 13    | 13    | 13    | 16    | Rit.  |       | 136   |
| 15   | Sylvain Bidart        | Honda Luc1 Motorsport       | 9     | 10    | 6     |       |       |       | 6     | 5     | 5     |       |       |       |       |       |       | 5     | Rit.  | 8     | 114   |
| Pos. | Pilota                | Moto/Team                   | ITA 1 | ITA 2 | ITA 3 | BUL 1 | BUL 2 | BUL 3 | AND 1 | AND 2 | AND 3 | SIC 1 | SIC 2 | SIC 3 | POR 1 | POR 2 | POR 3 | FRA 1 | FRA 2 | FRA 3 | Punti |

#### Costruttori
| Pos | Costruttore | Nazione           | ITA 1 | ITA 2 | ITA 3 | BUL 1 | BUL 2 | BUL 3 | AND 1 | AND 2 | AND 3 | SIC 1 | SIC 2 | SIC 3 | POR 1 | POR 2 | POR 3 | FRA 1 | FRA 2 | FRA 3 | Punti |
| --- | ----------- | ----------------- | ----- | ----- | ----- | ----- | ----- | ----- | ----- | ----- | ----- | ----- | ----- | ----- | ----- | ----- | ----- | ----- | ----- | ----- | ----- |
| 1   | Aprilia     | Italia            | 3     | 15    | 3     | 2     | 2     | 2     | 1     | 1     | 1     | 2     | 2     | 1     | 1     | 8     | 2     | 1     | 1     | 3     | 386   |
| 2   | TM          | Italia            | 1     | 1     | 1     | 3     | 11    | 5     | 2     | 4     | 2     | 1     | 1     | 2     | 2     | 5     | 1     | 2     | 2     | 15    | 368   |
| 3   | Honda       | Giappone          | 6     | 3     | 4     | 1     | 3     | 3     | 5     | 3     | 5     | 3     | 3     | 3     | 3     | 1     | 3     | 4     | 4     | 1     | 356   |
| 4   | Husqvarna   | Germania / Italia | 5     | 2     | 2     | 4     | 1     | 1     | 3     | 6     | 4     | 8     | Rit.  | 6     | 5     | 4     | 4     | 3     | 3     | 2     | 326   |
| 5   | KTM         | Austria           | 2     | 4     | 5     | 5     | 4     | 6     | 8     | 7     | 9     | 5     | 7     | 7     | 7     | 11    | 8     | 6     | 6     | 5     | 271   |
| 6   | Suzuki      | Giappone          | 12    | 8     | 9     | 6     | 7     | 7     | 11    | 10    | 6     | 10    | 5     | 4     | 8     | 7     | 7     | 9     | 8     | 9     | 236   |
| 7   | Yamaha      | Giappone          | 10    | 9     | 8     |       |       |       |       |       |       | 14    | 16    | 16    |       |       |       | Rit.  | 20    | 14    | 61    |
| Pos | Costruttore | Nazione           | ITA 1 | ITA 2 | ITA 3 | BUL 1 | BUL 2 | BUL 3 | AND 1 | AND 2 | AND 3 | SIC 1 | SIC 2 | SIC 3 | POR 1 | POR 2 | POR 3 | FRA 1 | FRA 2 | FRA 3 | Punti |

## Supermoto Des Nations 2011
Il Supermoto delle Nazioni 2011 si disputa per la prima volta in Spagna, ad Alcañiz. Da regolamento è previsto la partecipazione di 3 piloti, divisi per categoria (S1, S2 e Open), ogni pilota effettuerà due gare e fra le 6 gare disputate complessivamente verrà eliminato dal conteggio dei punti il risultato peggiore.
Gara 1 Rider1 + Rider2
Gara 2 Rider2 + Rider3
Gara 3 Rider1 + Rider3
La vittoria finale va per il secondo anno consecutivo alla Francia che conquista il suo quarto titolo a squadre.
La formazione francese comprende:
- Thomas Chareyre (TM - Rider1)
- Sylvain Bidart (Honda - Rider2)
- Boris Chambon (Suzuki - Rider3)

Terzo posto per la nazionale finlandese, al suo primo podio, con Mauno Hermunen, Asseri Kingelin e Toni Klem.
| Pos | Nazionale           | Piloti             | Moto      | Classe | Gara 1 | Gara 2 | Gara 3 | Punti |
| --- | ------------------- | ------------------ | --------- | ------ | ------ | ------ | ------ | ----- |
| 1   | Francia             | Thomas Chareyre    | TM        | Rider1 | 3      |        | 1      | 17    |
| 1   | Francia             | Sylvain Bidart     | Honda     | Rider2 | 5      | 1      |        | 17    |
| 1   | Francia             | Boris Chambon      | Suzuki    | Rider3 |        | 7      | 15     | 17    |
| 2   | Gran Bretagna       | Matthew Winstanley | Honda     | Rider1 | 4      |        | 4      | 37    |
| 2   | Gran Bretagna       | Chris Hodgson      | KTM       | Rider2 | 12     | 5      |        | 37    |
| 2   | Gran Bretagna       | James Addy         | KTM       | Rider3 |        | 13     | 12     | 37    |
| 3   | Finlandia           | Mauno Hermunen     | Husqvarna | Rider1 | 1      |        | 3      | 45    |
| 3   | Finlandia           | Asseri Kingelin    | Honda     | Rider2 | 7      | 17     |        | 45    |
| 3   | Finlandia           | Toni Klem          | Husqvarna | Rider3 |        | 21     | 17     | 45    |
| Pos | Selezione Nazionale | Pilota             | Moto      | Classe | Gara 1 | Gara 2 | Gara 3 | Punti |